# Anomis fuliginosus
Anomis fuliginosus är en fjärilsart som beskrevs av Candeze 1927. Anomis fuliginosus ingår i släktet Anomis och familjen nattflyn. Inga underarter finns listade i Catalogue of Life.